# جيم هوف
جيم هوف (بالإنجليزية: Jim Hough)‏ هو لاعب كرة قدم أمريكية أمريكي، ولد في 4 أغسطس 1956 في لينووود في الولايات المتحدة.